# Margaret Maruani
Pour les articles homonymes, voir Maruani.
Margaret Maruani, née le 25 février 1954 à Tunis en Tunisie, et morte le 4 août 2022 à Valence en Espagne, est une sociologue française, directrice de recherche au CNRS. Elle est fondatrice en 1999 et directrice jusqu'en 2015 de la revue Travail, genre et sociétés, et dirige le Réseau de recherche international et pluridisciplinaire MAGE (Marché du travail et genre).

## Biographie
Margaret Maruani naît à Tunis, d'un père juif tunisien et avocat, et d'une mère allemande catholique et professeure d'allemand. Elle finit ses études secondaires à Paris, où sa famille s'installe en 1967. Elle obtient une maîtrise d'allemand puis s'inscrit en 1973 à l'Institut d'études politiques de Paris, dont elle est diplômée en 1975,, et où elle obtient un DEA de sociologie (1976) et soutient en 1978 une thèse de doctorat, intitulée Les syndicats à l’épreuve du féminisme, sous la direction de Jean-Daniel Reynaud. Elle est publiée en 1979 sous le titre Les syndicats à l’épreuve du féminisme.
Elle est allocataire de recherche au CNAM durant ses années de thèse (1976-1978), dans le Laboratoire de sociologie du travail. Elle est ensuite nommée assistante. Elle est recrutée comme chargée de recherche au CNRS, rattachée au laboratoire de sociologie du travail du CNAM, en 1983.
En 1991, elle passe son habilitation à diriger des recherches, préparée sous la direction de Jean-Daniel Reynaud, à l'IEP de Paris et rejoint le Centre de sociologie urbaine (CSU-CNRS).
En 1992, elle est élue directrice de recherche au CNRS. Trois ans plus tard, elle fonde le groupement de recherche « Marché du travail et genre en Europe » (MAGE), premier groupement de recherche sur le genre au CNRS. En 1999, elle fonde la revue Travail, genre et sociétés qu'elle dirige ensuite, avant d'en devenir conseillère éditoriale.
Ses recherches portent sur le travail, l'emploi et le syndicalisme des femmes et sur l'analyse du marché du travail et de l'emploi dans une perspective genrée. Elle articule ainsi recherche et engagement féministe. Ses travaux ont été traduits dans de nombreuses langues. Elle est l'une des pionnières en France et à l'échelle internationale du champ des études croisant sociologie et genre appliqué aux questions du travail et de l'emploi. Elle est aussi l'une des pionnières de l'institutionnalisation du champ des études de genre.
Elle a enseigné plusieurs années à l'université de Genève, comme professeure invitée en 2002 et 2003, puis comme professeure ordinaire et directrice des études genre de 2005 à 2009, et de nouveau comme professeure invitée depuis 2012. En 2006, elle y crée le master « Études genre ».
Depuis 2010, elle est rattachée au Centre de recherche sur les liens sociaux, laboratoire CNRS-Université Paris-Descartes. Elle dirige le MAGE, devenu en 2011 Réseau de recherche international et pluridisciplinaire Marché du travail et genre en Europe qui rassemble trente universités et centres de recherche dans treize pays.
Elle meurt des suites d'une longue maladie à Valence en Espagne le 4 août 2022.

## Hommages et distinctions
- 1998 : chevalier de l'ordre national du Mérite[10]
- 2000 : docteure honoris causa de l'université libre de Bruxelles[11]
- 2013 : chevalier de la Légion d'honneur[12]
- 2014 : médaille d'argent du CNRS[13]

## Publications

### Ouvrages
- Travail et emploi des femmes (œuvre écrite), Paris, 2017.
- Travail et genre dans le monde. L'état des savoirs (dir.), Paris, La Découverte, 2013, 460 p.
- avec Monique Meron, Un siècle de travail des femmes en France 1901-2011, Paris, La Découverte, 2012, 230 p.
- avec Helena Hirata et Maria Rosa Lombardi (dir.), Travail et genre. Regards croisés France, Europe, Amérique latine, Paris, La Découverte, coll. "Recherches", 2008, 278 p.
- Femmes, genre et sociétés. L'état des savoirs (dir.), Paris, La Découverte, 2005, 480 p.
- avec Jacqueline Laufer et Catherine Marry (dir.), Le travail du genre. Les sciences sociales du travail à l'épreuve des différences de sexe, Paris, La Découverte, Coll. "Recherches", 2003, 362 p.
- Les mécomptes du chômage, Paris, Bayard, 2002, 159 p.
- avec Jacqueline Laufer et Catherine Marry (dir.), Masculin-féminin : questions pour les sciences de l'homme, Paris, PUF, 2001, 246 p.
- Travail et emploi des femmes, Paris, La Découverte, coll. "Repères", 2000, 128 p., (4e éd. actualisée 2011).
- Les Nouvelles frontières de l'inégalité. Hommes et femmes sur le marché du travail (dir.), Paris, La Découverte, Coll. "Recherches", 1998, 283 p.
- avec Emmanuèle Reynaud, Sociologie de l'emploi, Paris, La Découverte, Coll. "Repères", 1993, 128 p. (2e éd. actualisée 1999, 3e éd. actualisée 2001, 4e éd. actualisée 2004).
- avec C. Nicole, Au labeur des dames, métiers masculins, emplois féminins, Paris, Syros, 1989, 192 p.
- avec E. Reynaud et C. Romani (dir.), La flexibilité en Italie, Paris, Syros, 1989, 317 p.
- avec A. Borzeix, Le temps des chemises. La grève qu'elles gardent au cœur, Paris, Syros, 1982, 249 p.

#### Publications en allemand, italien, espagnol.
- - Beschäftigungspolitik und Arbeitsmarktsforschung im deutsch-französischen Dialog, IAB Nürenberg, 1990, 250 p. (Ed. avec P. Auer, J. Kühl et E. Reynaud).
  - La flexibilità del lavoro in Italia, Ed. Franco Angeli, Milan, 1991, 306 p. (Ed. avec E. Reynaud et C. Romani).
  - Debates sobre el empleo. Italia; Tomo I, Ministerio de Trabajo y Seguridad Social, Coleccion Informes, Serie Empleo, Madrid, 1991, 368 p. (Ed. avec E. Reynaud et C. Romani).
  - Debates sobre el empleo. Francia-Alemania; Tomo II, Ministerio de Trabajo y Seguridad Social, Coleccion Informes, Serie Empleo, Madrid, 1992, 379 p. (Ed. avec E. Reynaud).
  - Debates sobre el empleo. Espana; Tomo III, Ministerio de Trabajo y Seguridad Social, Coleccion Informes, Serie Empleo, Madrid, 1992, 349 p. (Ed. avec C. Guitton et E. Reynaud)
  - The Gendering of Inequalities : Women, Men and Work, Ashgate, England and USA, 2000, 319 p. (Ed. avec J. Jenson et J. Laufer)
  - Las nuevas frontera de la desigualdad. Hombres y mujeres en el mercado del trabajo, Icaria, Barcelona, 2000, 410 p. (Ed. avec C. Rogerat et T. Torns)
  - Frauenarbeit-Männerarbeit: Neue Muster der Ungleichheit auf dem europäischen Arbeitsmarkt, Campus Verlag, Frankfurt / New York, 2001, 400 p. (Ed. avec B. Krais)
  - Trabajo y el empleo de las mujeres, Editorial Fundamentos, Madrid, 2002, 167 p. (Ed. avec C. Rogerat et T. Torns)
  - Ein unvollendetes Projekt . Die Gleichheit von Männern und Frauen in der Arbeitswelt, Rüdiger Köppe Verlag, Köln, 2002, 77 p.
  - As novas fronteiras da desigaldade : homens e mulheres no mercado de trabalho,editions Senac, Sao Paulo, 2003, 365 p. (Ed. avec H. Hirata)
  - Marché du travail et genre Maghreb-Europe (Ed. avec L. Achy, J. De Henau, N. El Kadiri, K. Kateb, J. Laufer, C. Marry, D. Meulders, R. Silvera, C. Sofer, S. Zouari), Editions du Dulbea, Brussels Economic Series, Bruxelles, 2004, 413 p.
  - El trabajo del genero. Las ciencias sociales ante el reto de las diferencias de sexe, Editorial Germanía, colección “Ciencias del Trabajo”, Alcira 5valencia), 2005 (Ed. avec J. Laufer et C. Marry), 455 p.
  - Γυναίκες Φύλο Κοινωνίες. Τι γνωρίζουμε σήμερα, Μεταιχμιο, Athens, 2008 (traduction en grec de Femmes, genre et sociétés. L’état des savoirs).

### Articles (sélection)
- "Grèves de femmes, femmes en grève", Économie et Humanisme, no 244, novembre 1978, p. 25-35.
- "Syndicalisme au féminin", Économie et Humanisme, no 245, Janvier-Février 1979, p. 38-49.
- avec Chantal Nicole, "Quelques réserves sur l'armée de réserve", Revue Française des Affaires Sociales, no 2/1985, p. 23-38.
- avec Chantal Nicole, "Du travail à l'emploi : l'enjeu de la mixité", Sociologie du Travail, no 2/1987, p. 237-250.
- avec Chantal Nicole, "Le Clavier Enchaîné : la construction de la différence", Interventions Economiques, no 20-21, Hiver 1988, Québec, p. 123-134.
- "Statut social et modes d'emploi", Revue Française de Sociologie, no 1/1989, p. 31-39.
- "Les temps modernes de la discrimination", Revue Internationale d'Action Communautaire, no 25/65, 1991, Québec, p. 87-92.
- "L'emploi féminin à l'ombre du chômage", Actes de la recherche en sciences sociales, décembre 1996, no 115, p. 48-57.
- "Où est passée l'égalité ?", Mouvements no 9-10, mai-août 2000, p. 67-71.
- "Activité, précarité, chômage : toujours plus ?", Revue de l'OFCE, no 90, juin-juillet 2004, p. 95-115